# 톡시

톡시(Toxey)는 미국 앨라배마주 촉토군의 도시이다. 이 지역의 인구 수는 2010년 인구 조사 기준으로 137명이다.

## 지리
톡시의 위치는 촉토군의 중심부의 남쪽 31°54'49.118" North, 88°18'30.485" 서쪽(31.913644, -88.308468)에 위치해 있다.
미국 인구조사국에 따르면 이 도시의 총 면적은 0.69 제곱마일 (1.8 km2)이다.

## 인구
| 인구조사                            | 인구 | Note  | %±     |
| ----------------------------------- | ---- | ----- | ------ |
| 1950년                              | 251  |       | —      |
| 1960년                              | 157  |       | −37.5% |
| 1970년                              | 304  |       | 93.6%  |
| 1980년                              | 265  |       | −12.8% |
| 1990년                              | 211  |       | −20.4% |
| 2000년                              | 152  |       | −28.0% |
| 2010년                              | 137  |       | −9.9%  |
| 2019 (추산)                         | 124  | [ 3 ] | −9.5%  |
| U.S. Decennial Census 2013 Estimate |      |       |        |